# Kasenetz-Katz Singing Orchestral Circus
I Kasenetz-Katz Singing Orchestral Circus sono stati un supergruppo statunitense.

## Storia del gruppo
I Kasenetz-Katz Singing Orchestral Circus venne fondato alla fine degli anni sessanta dal duo di produttori Kasenetz-Katz, tutti provenienti da otto gruppi musicali della loro Super K Productions, ovvero 1910 Fruitgum Company, Ohio Express, The Music Explosion, Lt. Garcia's Magic Music Box, Teri Nelson Group, 1989 Musical Marching Zoo, J.C.W. Rat Finks e St. Louis Invisible Marching Band. Nel 1968, i Kasenetz-Katz Singing Orchestral Circus tennero un concerto alla Carnegie Hall e pubblicarono il loro primo album Kasenetz-Katz Singing Orchestral Circus, contenente il loro unico successo Quick Joey Small (Run Joey Run). Continuarono a incidere altro materiale fino alla seconda metà degli anni settanta per poi scomparire dalle scene.

## Discografia

### Album in studio
- 1968 – Kasenetz-Katz Singing Orchestral Circus
- 1968 – Kasenetz-Katz Super Circus
- 1969 – Classical Smoke

### Singoli
- 1968 – Down in Tennessee
- 1968 – Quick Joey Small (Run Joey Run)
- 1969 – I'm in Love with You
- 1969 – Embrasez-Moi
- 1970 – When He Comes
- 1970 – Bubblegum March
- 1971 – Symphony #9
- 1975 — Mama Lu
- 1977 – Heart Get Ready for Love